# Bruno Heller
Bruno Heller (Londen, 1960) is een Britse scenarist en producer. Hij is vooral bekend als de bedenker van de tv-series Rome en The Mentalist.

## Biografie

### Privé
Bruno Heller werd geboren in Londen. Zijn zus Zoë Heller is een bekende schrijfster. Hij getrouwd met Miranda Phillips Cowley, met wie hij twee zonen heeft.

## Carrière
Heller studeerde af aan de Universiteit van Sussex en stapte nadien de filmwereld in. Hij had in die dagen verscheidene baantjes, maar was het meest succesvol als boom operator (i.e. drager van microfoon). Pas in 1994 waagde hij zijn kans als scenarist. Hij schreef toen het scenario voor Pax, een Portugese film met Amanda Plummer in de hoofdrol. Drie jaar later verhuisde hij naar Los Angeles.
Daar werkte hij mee aan een paar televisieprogramma's alvorens met een eigen serie op de proppen te komen. Samen met John Milius en William J. MacDonald creëerde hij de serie Rome voor betaalzender HBO. In totaal schreef Heller 22 afleveringen voor Rome. In 2006 werd hij genomineerd voor een WGA Award. Een jaar later liep de serie ten einde.
In 2008 lanceerde Heller een nieuwe serie. The Mentalist, een politieserie waarin het hoofdpersonage over uitstekende mensenkennis en observatietechnieken beschikt. De serie is na seizoen 7, in 2015, gestopt.
- Bibsys: 6088638
- Biblioteca Nacional de España: XX5405749
- Bibliothèque nationale de France: cb15500997d (data)
- Gemeinsame Normdatei: 135959780
- International Standard Name Identifier: 0000 0000 4490 0407
- Library of Congress Control Number: no2006103295
- Nationale Bibliotheek van Israël: 987007443608805171
- Nationale Bibliotheek van Polen: a0000002607042
- Nederlandse Thesaurus van Auteursnamen: 324104529
- Système universitaire de documentation: 132225654
- Virtual International Authority File: 73616109
- WorldCat: E39PBJq6VVhkHXvDw39y6FY3wC